# Seznam čestných doktorátů udělených Vysokého učení technického v Brně
Seznam čestných doktorátů udělených za dobu existence Vysokého učení technického v Brně:
- 1909 – Václav Robert Kounic za podporu české vysoké školy v Brně a jejich posluchačů
- 1913 – Otakar Trnka
- 1919 – Josef Donát za zásluhy o český průmysl na Moravě, jakož i za stálý zájem o českou techniku v Brně a její posluchače
- 12. 2. 1926 – Tomáš Garrigue Masaryk
- 6. 3. 1926 – Jan Rozkošný za zásluhy o povznesení zemědělství Moravy a rozvoj chemického a cukrovarnického průmyslu v naší vlasti
- 17. 6. 1927 – Emil Votoček za veliké zásluhy o českou literaturu chemickou a vynikající činnost badatelskou
- 13. 9. 1827 – Charles Lallemand za vynikající činnost technicky-vědeckou a dále za zásluhy, které si získal jako tvůrce nové Unie geodeticko-geofyzikální, jakož i za podporu, kterou vždy poskytoval českým vědeckým pracovníkům
- 25. 2. 1928 – Edouard Roth za světové zásluhy o pokrok stavby největších elektrických strojů a jejich vědecké probádání
- 22. 4. 1933 – Václav Roubík za vynikající zásluhy v oboru správní techniky
- 6. 5. 1933 – Josef Hanuš za zásluhy o vývoj chemické vědy v našem státě
- 16. 3. 1937 – Edvard Beneš jako projev uznání za zásluhy o osvobození státu a vděčnosti za pochopení a podporu technické práce, jakož i za uznání významu technických věd
- 10. 4. 1937 – Nikola Tesla za výzkumy a vynálezy v oboru radiotechniky
- 17. 11. 1937 – Karel Loevenstein
- 26. 3. 1938 – Jan Antonín Baťa (hodnost odňata rozhodnutím profesorského sboru ze dne 7. 5. 1948, dne 20.11. 2020 vědecká rada VUT anulovala verdikt profesorského sboru, který odebral Janu Antonínu Baťovi čestný doktorát v oblasti technických věd a po více než 70 letech se tak podařilo napravit tuto historickou křivdu)
- 1947 – Vladimír List za zásluhy o svůj vědní obor
- 31. 1. 1938 – Antonín Smrček za vynikající činnost jako vysokoškolského učitele, za obzvláštní zásluhy o vodní stavby a vodní cesty v Československé republice, o vodní výzkumnictví a zřízení vodní laboratoře, jakož i o rozvoj a výstavbu naší vysoké školy
- 22. 4. 1966 – František Píšek za vynikající zásluhy o rozvoj nauky o kovech, zejména slévárenství, jakož i o budování VUT v Brně
- 25. 11. 1968 – Konrád Hruban za vynikající zásluhy o rozvoj betonového stavitelství, jakož i o budování VUT v Brně
- 19. 11. 1969 – Otakar Kallauner za zásluhy o nové vědecké poznatky v silikátové chemii a technologii, o vypracování technologických a zkušebních metod a o založení československé silikátové školy
- 7. 5. 1970 – Jiří Kroha za vynikající zásluhy o rozvoj československé architektury a výtvarné kultury, jakož i za budování VUT v Brně
- 29. 5. 1981 – Nikolaj Antonovič Strelčuk za významný a nesporný přínos k rozvoji vědního oboru
- 5. 9. 1989 – Josef Kempný za vědeckotechnický pokrok ve vědním oboru a za zásluhy o rozvoj školy (hodnost odňata na návrh Vědecké rady VUT ze dne 19. 10. 1990)
- 14. 12. 1990 – Arnošt Vostrejš za úsilí v boji za světový mír
- 17. 11. 1991 – Vladimír Karfík za rozvoj československé architektury a její uvedení do mezinárodního vědomí
- 4. 2. 1992 – Bohuslav Všetička in memoriam[1]
- 14. 5. 1993 – Frank Lampl za mimořádné zásluhy v oblasti světového stavebnictví
- 3. 5. 1994 – Tomáš Baťa za zásluhy o rozvoj obuvnické výroby
- 23. 9. 1994 – Vladimír Slámečka
- 14. 10. 1994 – Josef Kubát
- 21. 10. 1994 
  - Hans Kistenmacher
  - Antonín Schweighofer
  - Josef Jiroušek
- 12. 9. 1996 – Jaroslav Janák (chemik)
- 19. 6. 1997 – Georg J. Klir
- 11. 11. 1999 
  - Anthony T. DiBenedetto
  - Eva Jiřičná
  - Jaroslav Kurzweil
  - Aleš Tondl
  - Phillip H. Geil jako projev uznání a ocenění mimořádné vědecké a pedagogické práce a přínosu pro rozvoj vzájemných vztahů mezi ČR a USA na poli vědecké spolupráce
  - Václav Vítek jako uznání za dlouholetou úspěšnou vědeckou práci i pomoc a spolupráci s VUT v Brně
- 5. 12. 2000 – Miroslav Sigmund
- 15. 11. 2002
  - Hidde Herman Brongersma
  - Detlef Schmidt
- 8. 11. 2004[2]
  - Lubomír Lapčík
  - Miroslav Masák
  - Peter Herber Osanna
  - Bohuslav Vašulka
  - Robert Vích
- 2005 – František Trebuňa
- 19. 9. 2007[3]
  - Munecazu Tacano
  - Reimund Neugebauer jako projev ocenění vynikajících výsledků ve vědecké i pedagogické činnosti, blízkého a přátelského vztahu k FSI a za zásluhy o dlouhodobou a úspěšnou spolupráci mezi TU Chemnitz a VUT v Brně
  - Jozef Vanneuville
- 18. 6. 2008
  - Peter Skalicky
  - Egon Christian von Glasner
- 21. 9. 2009[4]
  - Jan Švejnar
  - Petr Lukáš
  - Jaroslav Doležal
- 12. 4. 2011 – Václav Klaus
- 15. 10. 2012 
  - Robert A. Weiss
  - Hans Müller – Steinhagen